# Villegailhenc
Villegailhenc é uma comuna francesa na região administrativa de Occitânia, no departamento de Aude. Estende-se por uma área de 4,78 km². Em 2010 a comuna tinha 1 763 habitantes (densidade: 368,8 hab./km²).